# Abbas Sall
Pour les articles homonymes, voir Sall.
Serigne Mouhammad Abdoullahi Ibn Abbas Sall (1909-1990) ou Chaikhana El Hadji Abbas Sall At-Tidjany est un guide et un chef religieux sénégalais, qui vécut à Louga et consacra toute sa vie à la propagation de l'islam et de la tijaniyya.

## Biographie
De son vrai nom Abdallah Ibn Abbas, il est plus connu sous l'appellation de Serigne Abbas, fils du grand érudit Serigne Mayoro Sall, descendant de la grande noblesse toucouleur et Wolof, et de Sokhna Fatimata Wade. Il naquit en 1909 à NGuick, village situé à 4 km de Sakal dans la région de Louga.
Ses humanités coraniques achevées, le jeune Abbas s'est abreuvé à toutes les sciences islamiques de la région du NDjambour et à Saint-Louis. Par la suite, il s'est intéressé à l'enseignement et a été agriculteur de profession.
En ce qui concerne l'éducation de ses disciples, il s'y consacrera avec dévotion en privilégiant les sept recommandations suivantes :
1. Faire preuve d'une sollicitude constante pour l'accomplissement des cinq prières.
2. Se conformer au Coran et à la Sunna.
3. S'habituer à la lecture même partielle, mais quotidienne du Coran.
4. Faire preuve d'une grande assiduité aux séances du zikr.
5. S'abstenir de toute ingérence dans les affaires politiques.
6. Consacrer à Ahmed Tidjani, un amour particulier
7. Veiller à l'acquisition licite des moyens de subsistance.

Il fut un grand ami de tous les mukhadam de la Tarikha, tels que Eljhadji Abdou Aziz Sy Dabakh, Elhadji Mountaga Tall, Elhadji Baye Ibrahima Niass, Elhadji Amadou Dem et des marabouts d'autres Tarikha comme Elhadji Souhaibou Mbacké, Elhadji Fallou Mbacké, etc.

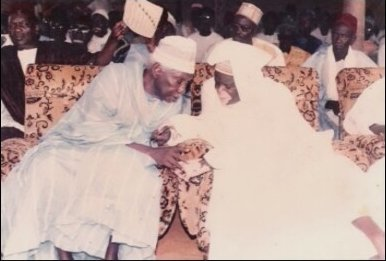
Serigne Abass et Serigne Abdou Aziz Sy Dabakh lors de l'inauguration de l'institut Al Hanafiya de Louga

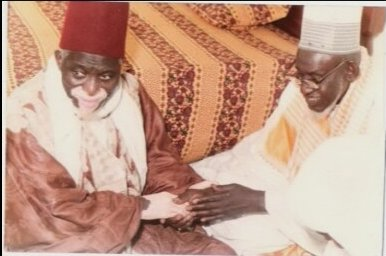
Serigne Abass dans sa mosquée de Saint-Louis avec Serigne Mountaga Tall

Le maître spirituel Cheikhana Abass Sall, qui est considéré comme l'un des grands khalif du Shaykh Ahmad At Tijânî, décéda dans la nuit du lundi 2 juillet 1990 soit le jour de Arafat (le 9 du mois de Dhoul Hidja), dans sa maison de Louga où se trouve son mausolée, aujourd'hui très visité à Louga.

## Ses réalisations

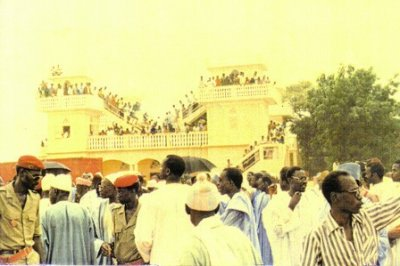
Mosquée de Louga à 4 minarets (de même que celle de Saint-Louis qui est plus grande) construite en 1953 et dont Abbas dressa le plan et fut l'entrepreneur

À l'actif de Serigne Abbas Sall nous pouvons compter d'une part la construction de deux mosquées à Louga, une à Saint-Louis et d'autres dans deux localités du Saloum (Sénégal) en l'occurrence de Taaba et Khayra et d'autre part, l'édification de villages et la réalisation d'un imposant complexe arabo-islamique que l'on peut même considérer comme l'institut islamique le plus monumental d'Afrique occidentale (avec un financement de plusieurs milliards et a formé beaucoup d'intellectuels du Sénégal). Cet institut fut inauguré le 17 octobre 1987.

## Ses écrits
En outre Cheikhana Abbas eu des productions prosodiques et écrivit un diwan de 159 poèmes frisant le nombre de 10 000 vers.

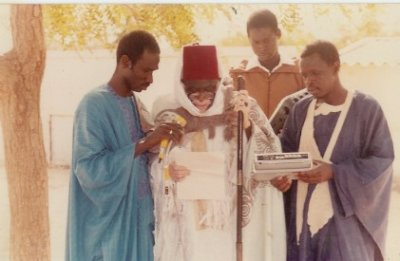
Abbas faisait le sermon à chaque fête religieuse et les vendredis dans ses différentes mosquées du Sénégal.

Les différents mètres de la poésie y ont été utilisés avec des rimes pour traiter des thèmes de réflexion tels que la biographie de Mahomet, ses panégyriques, la vie d'Ahmed Tijani, la morale, la mystique, l'unicité d'Allah, le savoir, l'héritage en Islam, etc.
À cela il faut ajouter un volumineux livre écrit en wolof (Wolofal) qui traite des thèmes sociaux dans le but de mieux instruire tout musulman en général et wolof en particulier. Dans ce livre, il glorifie aussi de grands cheikhs comme Malick Sy, Oumar Tall.

## Postérité
Des écoles de Dakar et de Saint-Louis ainsi que le dispensaire municipal de Louga portent son nom.